# クーマエ
座標: 北緯40度50分55秒 東経14度3分13秒 / 北緯40.84861度 東経14.05361度

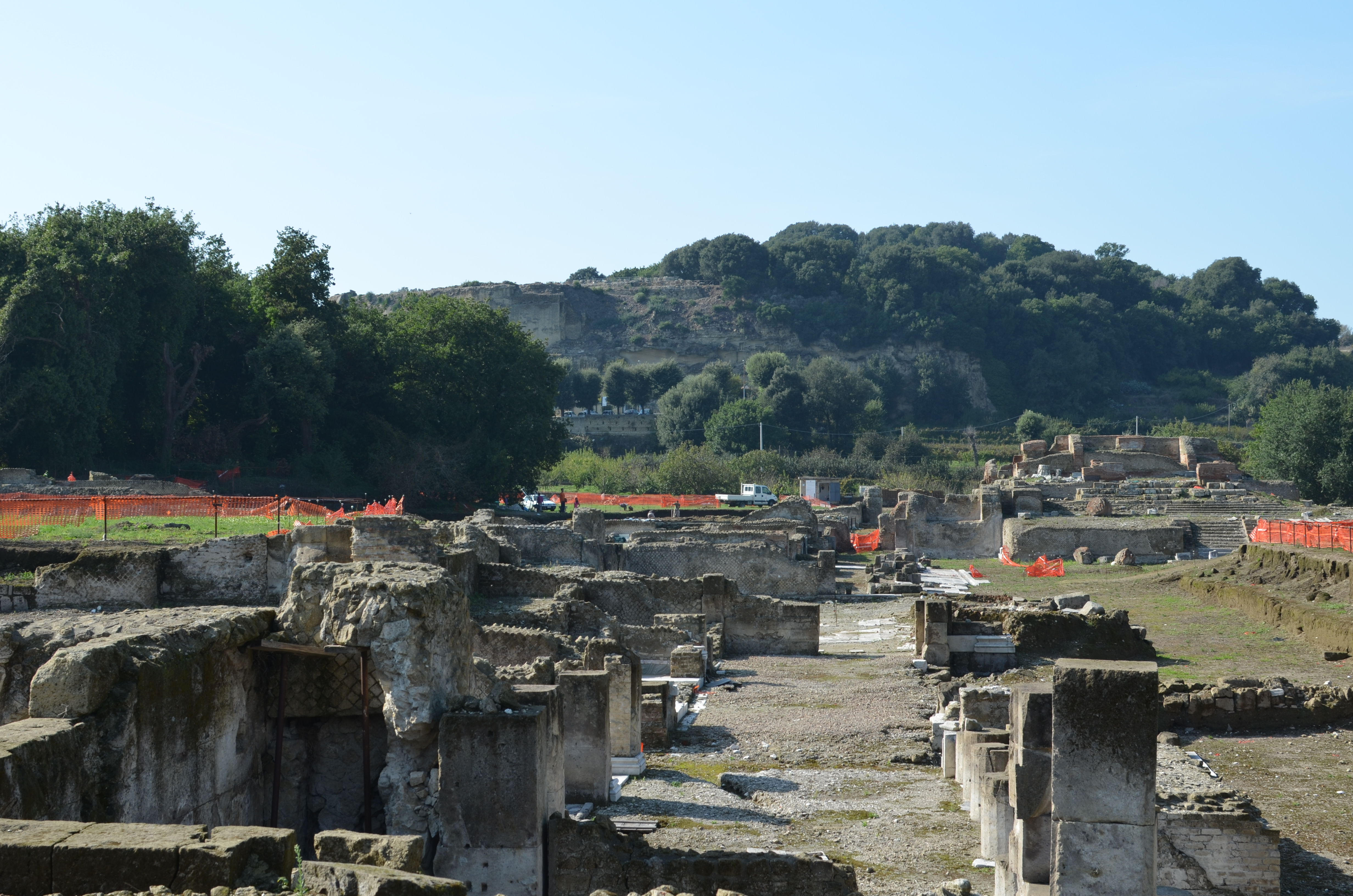
クーマエのアクロポリス

イタリアのギリシャ植民市

クーマエ（ラテン語: Cumae）は、現在のイタリア・ナポリ北西に築かれた古代ギリシャ人（エウボイア島出身）による植民市。イタリア半島に初めて建設された古代ギリシャ植民市である。
クマエ、クマエー、クーマイ等とも表記される。ウェルギリウスの『アエネーイス』に登場する「クマエのシビュラ（巫女）」でも有名。
この都市で使われた西方ギリシア文字（クマエ文字）からは、古イタリア文字（さらにはラテン文字など）が派生した。

## 名称
古代ギリシャ語では Κύμη / Kumē、Κύμαι / Kumai、Κύμα / Kuma と記された。クマエ、クマエー、クーマイ等ともカナ転記される。
現在のイタリアにおいて当地はクーマ（イタリア語: Cuma）と呼ばれる。

## 地理
行政上は、カンパニア州ナポリ県北西部に位置し、バーコリとポッツオーリの自治体（コムーネ）にまたがる。

## 歴史・文化
ティレニア海に面したこの都市は、エウボイア島のギリシャ人によって建設された。

### クマエ文字
エウボイアの人々は、西方ギリシア文字を使い、クマエでも同じ文字が用いられた。この系統のギリシャ文字からは、古イタリア文字（エトルリア文字・古ラテン文字など）が派生したことが特筆され、特に「エウボイア文字」(Euboean alphabet)、「クマエ文字」(Cumaean alphabet) とも呼ばれる。

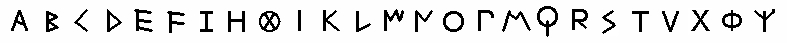
クマエ文字